# Salix qinghaiensis
Salix qinghaiensis — вид квіткових рослин із родини вербових (Salicaceae).

## Морфологічна характеристика
Це кущ чи дерево. Однорічні гілочки сірувато-каштанового кольору, майже голі чи запушені; молоді гілочки запушені. Листкова ніжка 4–7 мм, запушена; листкова пластинка яйцювато-ланцетна або яйцювато-довгаста, (1.8)3.5–4.6 × 1.2–1.5 см, абаксіально (низ) білувата чи запушена вздовж середньої жилки, адаксіально зелена, гола, край залозисто-пилчастий, верхівка загострена. Жіноча сережка циліндрична, 18–26 × 7–8 мм. Коробочка 2–3.5 мм, ворсинчаста.

## Середовище проживання
Ганьсу, Цинхай. Населяє узбережжя річок; на висотах 2500–3100 метрів.